# Денисёнки (Удмуртия)
Денисенки — упразднённая деревня в Балезинского района Удмуртии. Входила в состав Киршонского сельского поселения. Исключена из учётных данных в 2004 г.

## География
Располагалась в истоке реки Пукшур, в 2 км к северо-западу от деревни Киршонки.

## История
Указом Президиума ВС РСФСР от 29.10.1990 г. утверждено произведенное Президиумом Верховного Совета Удмуртской АССР переименование деревни Волчьи Поляны в Денисенки.

## Население
По переписи 2002 г. в деревне отсутствовало постоянное население.